# خليج بيلي
خليج بيلي (بالإنجليزية: Pelly Bay)‏ ممر مائي في القطب الشمالي في "منطقة كيتيكميوت"، نونافوت، كندا. وهو يقع في خليج بوتيا. من الشرق، يحدها شبه جزيرة سيمبسون. و جزيرة هيلين تقع في الخليج.
كوجاروك يقع على الشاطئ الشرقي للخليج. حتى عام 1999، كان كوجاروك يعرف أيضا باسم خليج بيلي.